# Halieutopsis
Halieutopsis is een geslacht van straalvinnige vissen uit de familie van vleermuisvissen (Ogcocephalidae). Het geslacht is voor het eerst wetenschappelijk beschreven in 1899 door Garman.

## Soorten
- Halieutopsis andriashevi Bradbury, 1988.
- Halieutopsis bathyoreos Bradbury, 1988.
- Halieutopsis galatea Bradbury, 1988.
- Halieutopsis ingerorum Bradbury, 1988.
- Halieutopsis margaretae Ho & Shao, 2007
- Halieutopsis simula (Smith & Radcliffe, 1912).
- Halieutopsis stellifera (Smith & Radcliffe, 1912).
- Halieutopsis tumifrons Garman, 1899.
- Halieutopsis vermicularis Smith & Radcliffe, 1912.